# Crowding-out
Crowding-out (deutsch: Verdrängungseffekt) bezeichnet in der Volkswirtschaftslehre die Verdrängung privater Nachfrage durch staatliche Nachfrage. Der gegenteilige Effekt wird als Crowding-in bezeichnet.

## Realwirtschaftliche Verdrängung
Stellt der Staat selbst Güter bereit, macht er private Angebote unrentabel und verdrängt sie. Dies gilt etwa für öffentliche Schwimmbäder, öffentlichen Personennahverkehr und öffentliche Krankenhäuser. Spiegelbildlich hierzu absorbiert der Staat durch seine Produktionstätigkeit Produktionsfaktoren wie Arbeit, Grundstücke und Kapital, die hierdurch nicht mehr für die Herstellung im Privatsektor verfügbar sind.

## Finanzwirtschaftliche Verdrängung
Finanzielles Crowding out beschreibt die Verdrängung privater Investitionen durch staatliche Ausgabensteigerungen. Hierzu gibt es folgende Erklärungsansätze:

### Klassischer Kapitalmarkt
Die klassische Kapitalmarkttheorie sieht Investition und Ersparnis als reale Größen, die in einem Kapitalmarktgleichgewicht übereinstimmen. Während diese beiden Größen ex post identisch sind, zumindest in einer geschlossenen Volkswirtschaft, können sie ex ante verschieden sein. Ihre Angleichung wird durch den Zinssatz bewirkt: Übersteigen die geplanten Investitionen die geplante Ersparnis, steigt der Zinssatz, was die Investitionen dämpft und möglicherweise die Ersparnis anregt.
Kreditfinanzierte Staatsausgaben erhöhen den Zinssatz und verdrängen dadurch private Nachfrage. Dabei sind zwei Fälle zu unterscheiden: Bei zinsunelastischer Ersparnis verdrängt staatliche Kreditnachfrage private Investitionen in gleichem Ausmaß. Nimmt die Ersparnis hingegen bei steigendem Zinssatz zu, sinken die Investitionen in geringerem Umfang, doch schränken die privaten Haushalte in diesem Fall ihren Konsum ein. In beiden Fällen sinkt die private Nachfrage (Investition plus Konsum) im selben Umfang wie die kreditfinanzierte Staatsnachfrage zunimmt. Aufgrund des totalen Crowding-out bleibt die aggregierte Güternachfrage unverändert. Aus dieser Sicht ist keynesianische Wirtschaftspolitik eine kurzfristig angelegte Strategie.

### Loanable-funds-Theorie
Die auf Knut Wicksell und Dennis Robertson zurückgehende Loanable-funds-Theorie erweitert das klassische Kapitalmarktmodell um Geld und Banken. Dieser Ansatz findet sich heute in zahlreichen makroökonomischen Standardwerken.
Im Modell der Loanable funds Theorie können Investitionen nicht nur durch vorangegangene Ersparnis finanziert werden, sondern auch durch Geldschöpfung seitens der Zentralbank und der Geschäftsbanken. Führt die Geldschöpfung zu Inflation, müssen die privaten Haushalte ihre Kassenbestände aufstocken, um deren Realwert zu erhalten. Hierzu müssen sie auf Konsum verzichten. Diese Theorie unfreiwilliger Ersparnis (forced savings) geht auf Jeremy Bentham zurück, der bereits 1804 erkannte, dass das Drucken von Papiergeld wie eine indirekte Steuer wirkt und den privaten Konsum senkt. Aus dieser Sicht bewirken Staatsausgaben auch dann ein Crowding-out, wenn sie durch Geldschöpfung statt durch Staatsverschuldung finanziert werden.
Werden zusätzliche Staatsausgaben durch Staatsverschuldung finanziert und unterstützt die Zentralbank dies durch eine expansive Geldpolitik, kann es sein, dass der Zinssatz unverändert bleibt. In diesem Sinne sieht der Sachverständigenrat zur Begutachtung der gesamtwirtschaftlichen Entwicklung in den Maßnahmen der Federal Reserve und der Bank of England im Rahmen der Quantitativen Lockerung eine Finanzrepression, bei welcher eine verdeckte Umverteilung von Inhabern von Staatsanleihen zugunsten des Staates stattfindet. Damit kommt es nicht zu den Wirkungen, die gemäß der vorstehenden Theorie zu erwarten wären (die Zinsen in den USA und im Vereinigten Königreich sind trotz steigender Staatsverschuldung gesunken); vielmehr vollzieht sich das Crowding-out über eine schleichende Enteignung der Sparer.

### IS-LM-Modell / Neoklassische Synthese
Gemäß Keynes soll der Staat bei rückläufiger Wirtschaftsentwicklung ausgabenseitig eingreifen. Des Weiteren geht der Ökonom davon aus, dass eine Erhöhung des Einkommens zu einer Konsumsteigerung führt. Dennoch wird nicht das gesamte Einkommen konsumiert.
Der crowding-out-Effekt, der in Zusammenhang mit dem IS-LM-Modell steht, wurde/wird zumeist fälschlicherweise auf die General Theory of Employment, Interest and Money (1936) von John Maynard Keynes zurückgeführt, basiert aber tatsächlich auf einer Keynes-Interpretation vor allem von Alvin Hansen, John R. Hicks (Hicks-Hansen synthesis) und Paul A. Samuelson.
Zunächst analysiert das IS-LM-Modell Verflechtungen auf Güter-, Geld- und Finanzmärkten bei simultanem Gleichgewicht. Beide Kurven zeigen die Kombinationen von Zinssatz und Einkommen. Die Güternachfragekurve IS bildet die Verhältnisse auf dem Gütermarkt, die Geldangebotskurve LM die Beziehung auf dem Geldmarkt ab. Das Geldangebot ist jedoch allein durch die Zentralbank bestimmt, so dass die folgende Darstellung im IS-LM-Modell nur unter der Voraussetzung zutrifft, dass die Zentralbank ihr Geldangebot absichtlich nicht erhöht, damit die Zinsen steigen. John Hicks hat gegen diese Interpretation seines Modells betont, dass das Geldangebot in der LM-Funktion nicht als konstant angenommen werden darf, weil die Verantwortlichen der Geldpolitik es vorziehen würden, die Geldmenge auszuweiten, um einen Anstieg der Zinsen zu verhindern.

Verdrängungseffekt im IS-LM-Modell

Die Durchführung einer expansiven Fiskalpolitik geht mit einer Erhöhung der Staatsausgaben beziehungsweise einer Steuersenkung einher. Dies führt zu einer Steigerung des Konsums und der Investitionstätigkeiten (I0 zu I1), was eine Erhöhung der Güternachfrage nach sich zieht. Aufgrund der Nachfrageerhöhung steigt das Realeinkommen (y0 zu y1).
Die Güternachfragekurve IS wird in einem Angebots-Nachfrage-Diagramm also nach rechts verschoben.
Im monetären oder klassischen Bereich wirkt sich eine gestiegene Nachfrage nach Geld negativ auf das Vermögen an Bargeld und Giroguthaben aus. Dies bedingt ein steigendes Zinsniveau (E0 zu E2). Mit dem Auslaufen zusätzlicher Staatsausgaben führen somit bereits kleine Steigerungen der Geldnachfrage zu einer überproportional großen Erhöhung der Zinsen (y1 zu y2 bzw. E1 zu E2), was gleichzeitig zu einer Verringerung des Einkommens und des Konsums führt.
Weiterhin führt der Zinsanstieg zu rückläufigen privatwirtschaftlichen zinsabhängigen Investitionen (I1 zu I2). Es ist dann in einer gestiegenen Anzahl von Fällen schlicht lukrativer, das Geld auf dem Kapitalmarkt anzulegen.
Wie stark der Rückgang der Investitionen ausfällt, hängt von der Zinselastizität der Investitionsnachfrage ab. Da im Monetarismus, im Gegensatz zum Keynesianismus, eine große Zinselastizität der Investitionsnachfrage unterstellt wird, wirkt sich ein Zinsanstieg hier besonders negativ aus. Der Investitionsrückgang wird also in der monetaristischen Theorie besonders stark ausfallen.
Das Problem an dieser Konjunkturpolitik ist die Dynamik der Prozesse in dieser Politik. So können zwischen der Erkennung der Konjunkturphase und der Wirkung des Verdrängungseffektes durchaus mehrere Jahre vergehen. Dabei kann bei einer derartigen Verzögerung die Wirkung nicht im Gleichgewicht der IS-Voraussetzungen erfolgen, sondern stattdessen eher ein Ungleichgewicht der Investitionen zu der Nachfrage und den Geldmärkten kommen. Die Staatsverschuldung soll nach Keynes in der Boomphase durch höhere Steuereinnahmen reduziert werden, um so wieder ein Gleichgewicht zu erzielen. Da aber die Regierung die Boomphase zu spät erkennen kann, wird die nachfolgende Boomphase steuerlich nicht ausgenutzt. Sofern in einem Wirtschaftsabschwung die Steuern erhöht (bzw. und/oder die Einnahmen eingeschränkt) werden, wirkt dies prozyklisch auf die Rezession, womit es zu einer verstärkten Verschiebung des Ungleichgewichts zwischen Investitionen und Nachfrage kommt.
Der vorgenannte Zusammenhang ist das zentrale Argument, mit welchem aus Sicht des Monetarismus die Fiskalpolitik als Beeinflussungsinstrument abgelehnt wird.

### Dynamische Makrotheorie
In modernen DSGE-Modellen führen schuldenfinanzierte Staatsausgaben zu einem totalen Crowding-out, und zwar sowohl nach Ansicht der New Classics als auch nach Ansicht der New Keynesians. Grund hierfür ist die Ricardianische Äquivalenzannahme, die diesen Modellen zugrunde liegt: Ultrarationale Individuen sehen Staatsschulden als künftige Steuern und reagieren auf jedes Konjunkturprogramm mit einer Einschränkung des Konsums. Der zusätzlichen Staatsverschuldung steht damit eine zusätzliche Ersparnis gegenüber, so dass der Zinssatz unverändert bleibt. Carl-Ludwig Holtfrerich geht der Frage nach, ob zukünftige Generationen durch zusätzliche Staatsverschuldung überhaupt bzw. inwiefern belastet werden und differenziert hinsichtlich staatlicher Ausgabenverwendung.

## Verdrängungseffekte auf dem Arbeitsmarkt
Staatliches Handeln sorgt nach Ansicht liberaler Ökonomen auch auf dem Arbeitsmarkt für eine Verdrängung privatwirtschaftlichen Handelns. So entstehen Firmen, die teilweise oder ganz von den Staatsaufträgen abhängig sind. Weiterhin führt die Bereitstellung staatlich finanzierter Arbeitsplätze (beispielsweise über Arbeitsbeschaffungsmaßnahmen oder Ein-Euro-Jobs) zu einem anteilsmäßigen Rückgang an Arbeitsplätzen in der freien Wirtschaft. Um Verdrängungseffekte zu vermeiden, werden derartige staatliche Zuschüsse oft nur für solche Arbeitsplätze ausgezahlt, für die angenommen wird, dass keine solche Gefahr besteht.
Ob dies aber tatsächlich der Fall ist, ist oftmals streitig und schwierig zu beantworten (Beispiel: Verdrängung von regulären Unternehmen im Gartenbausektor durch kommunale Anbieter durch Ein-Euro-Jobber, was angeblich zu Arbeitsplatzabbau bei den Gartenbauunternehmen führt).

## Kritik

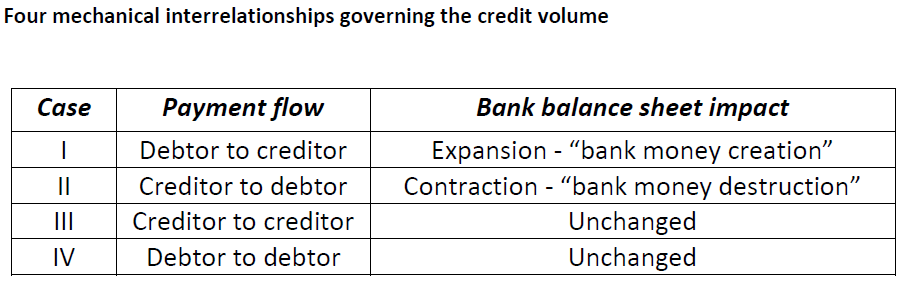
Gemäß Wilhelm Lautenbachs Kreditmechanik, rezipiert von Decker/Goodhart 2018: „Credit mechanics overcomes a one-sided, bank-centric view of money creation, which is often encountered in monetary theory. [...] the money supply is influenced by the interplay of loan creation and repayment rates.“

Die klassische (monetäre) Crowding-out-Theorie basiert auf der orthodoxen Kredittheorie (von vor 1920), als noch von einem unelastischen Kapitalfonds, den Private und Staat sich teilen müssten, ausgegangen wurde. Tatsächlich ist das Mittelangebot zum Zweck von Bankkrediten elastisch, da in der Realität Kreditgewährungen durch Geschäftsbanken mittels Giralgeldschöpfung finanziert werden.
Selbst unter der Prämisse, dass das Kapitalangebot zur Finanzierung von Ausgabenüberschüssen durch Sparvermögen begrenzt wäre, würde dadurch das verfügbare Kapital nicht verzehrt. Metaphorisch veranschaulicht Wolfgang Stützel den Prozess wie folgt: „In dem Maße, in dem der Staat (per Saldo) Kredit aufnimmt („Wasser absaugt“), tätigt er einen Ausgabenüberschuss, der gleichzeitig Einnahmeüberschüsse bei irgendwelchen anderen Wirtschaftssubjekten darstellt; diese anderen Wirtschaftssubjekte verfügen damit über entsprechend höhere potentiell anlagebereite Mittel, die somit in den „Teich“ zurückfallen.“ Womit also  Finanzierungsbedarf der Unternehmen und Nachfrage der Privaten nach Kredit insgesamt sinken (können), nach der Angebot/Nachfrage-Relation ebenso der Kreditzins.